# Quadrifoglio

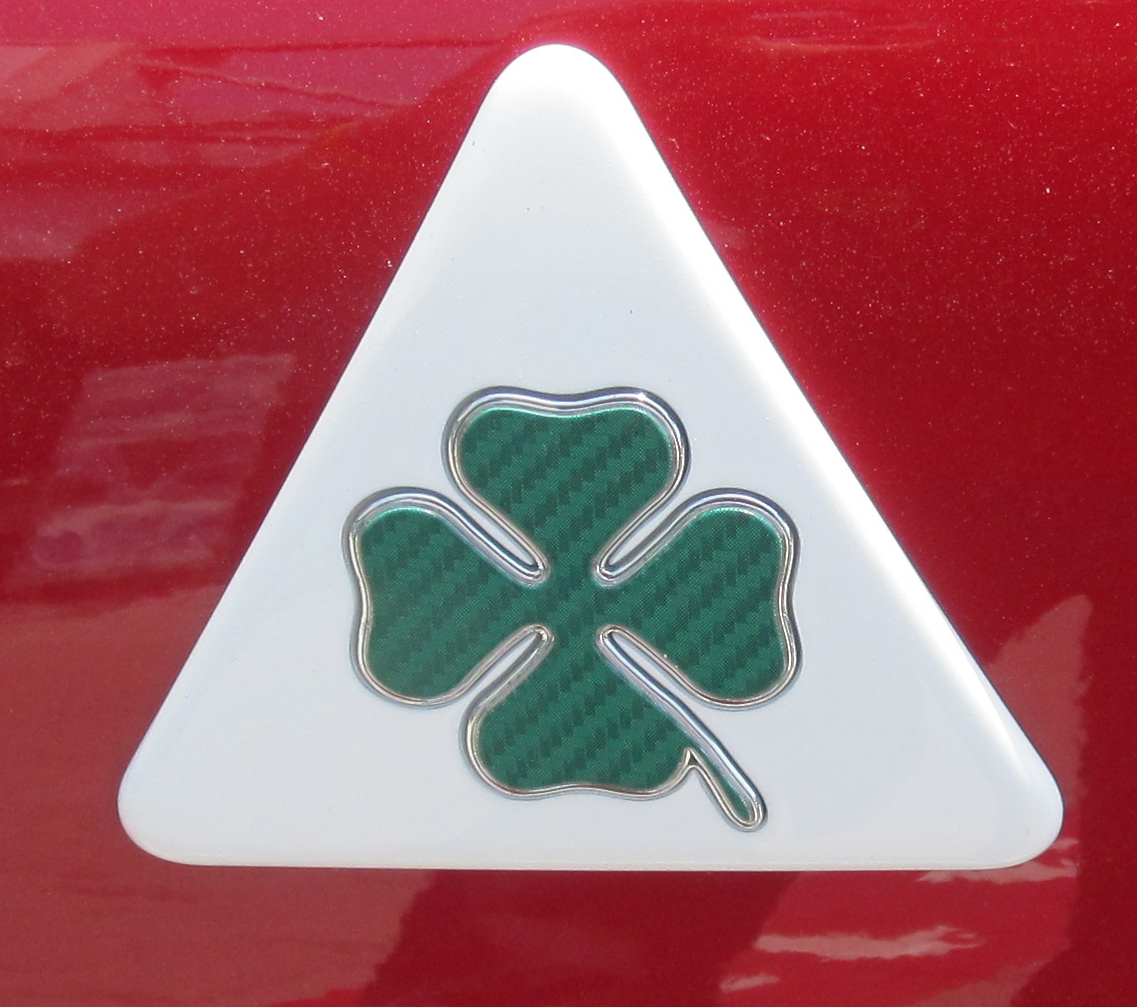
Logo distintivo del Quadrifoglio.

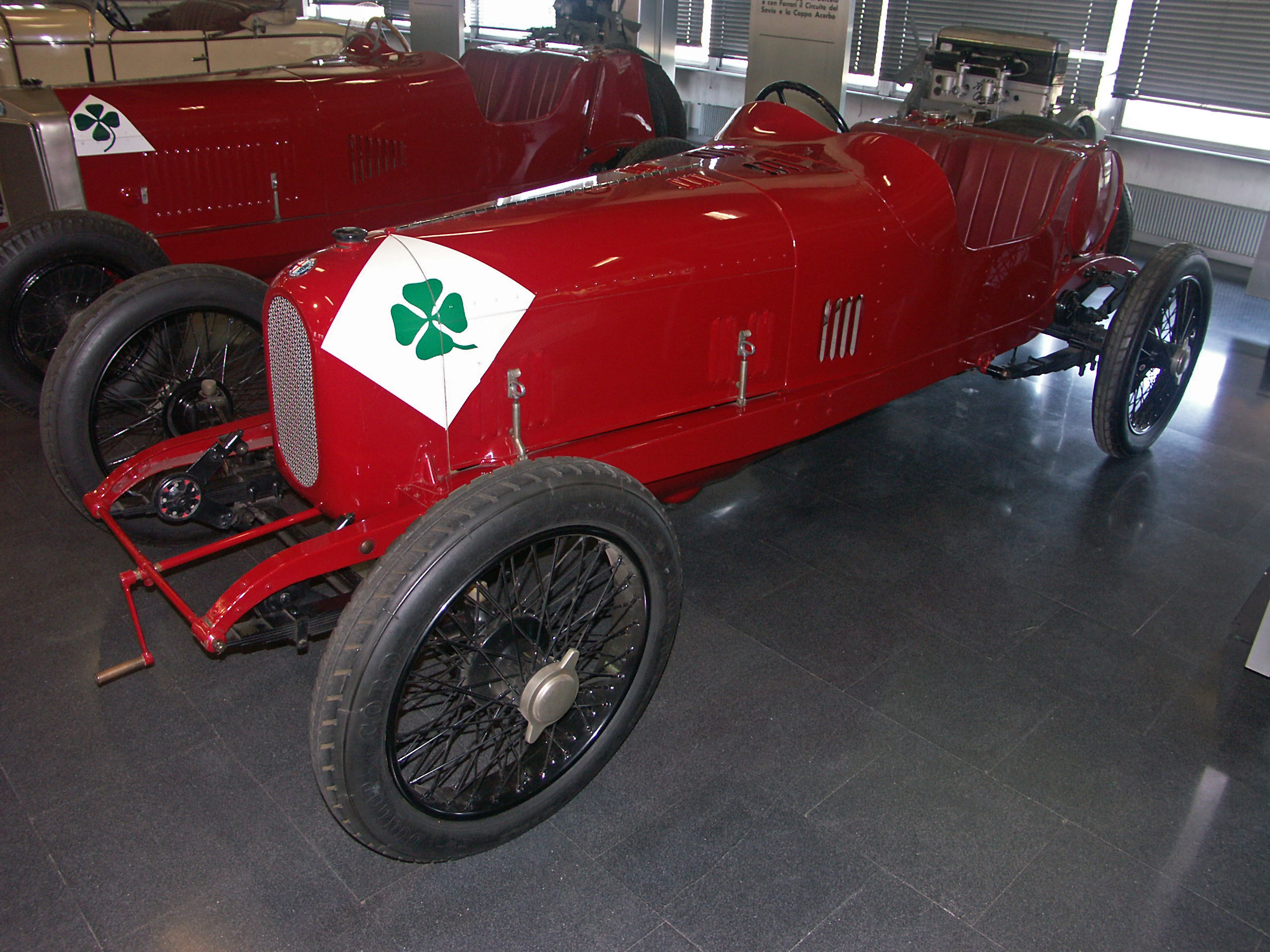
Alfa Romeo RL Targa Florio con el símbolo cuadrado del Quadrifoglio.

Quadrifoglio —también llamado Quadrifoglio Verde—, es la marca que usa el fabricante italiano de vehículos deportivos Alfa Romeo para distinguir algunas de sus versiones más prestacionales. En italiano es el nombre que recibe el trébol de cuatro hojas, sinónimo de buena suerte para la cultura occidental.

## Historia

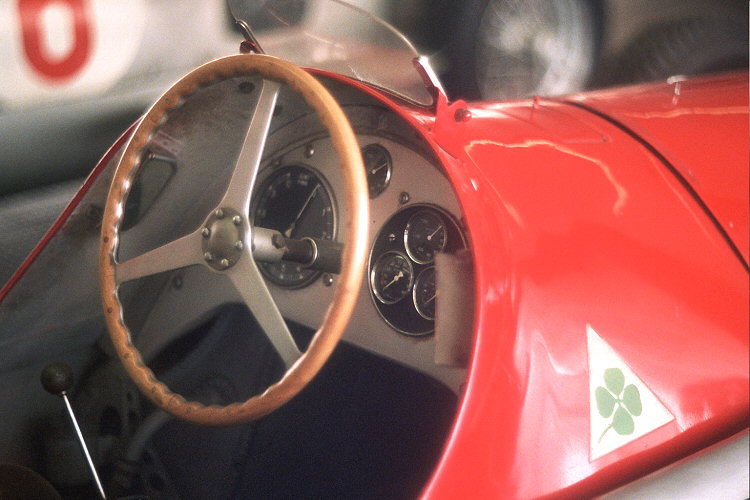
Alfa Romeo con el logo del Quadrifoglio.

El símbolo del trébol apareció por primera vez en uno de los cuatro Alfa Romeo "RL Targa Florio", especialmente preparado por Giuseppe Merosi para la carrera de Sicilia, que en ese momento se consideró una de las competiciones más prestigiosas.
Hasta entonces las aspiraciones deportivas de la joven casa milanesa de un gran éxito internacional se habían visto truncadas, debido a la inexperiencia o la mala suerte.
Para la Targa Florio de 1923, Merosi había desarrollado cuatro coches que confiada a Antonio Ascari, Enzo Ferrari, Giulio Masetti y Ugo Sivocci. Este último, amigo íntimo de Ferrari, fue un piloto de gran experiencia y conocimientos técnicos, pero a menudo en desventaja por la mala suerte y era considerado el "eterno segundo".
Para alejar la mala suerte Sivocci había pintado en esta ocasión en la parrilla de su coche un cuadrado blanco en el que se destacó trébol verde. El buen desarrollo de la carrera en el circuito de Madonie, convenció a los miembros supersticiosos del equipo Alfa Romeo acerca de la eficacia de ese amuleto. 
Hacia el final de la carrera las posibilidades de ganar se limita ahora al trío de cabeza, formado por Ascari y Sivocci, seguido por Minoia. A sólo doscientos metros de la meta, el "RL" de Ascari se averió. Su ventaja, sin embargo, fue que la mecánica de llegar a tiempo a arrancar el motor, la euforia, se subió a bordo para todos cruzar la línea de meta, el sufrimiento de descalificación. En este punto, Ascari regresó al punto donde había dejado su coche para volver de esa parte de la pista. Terminó segundo, detrás de Sivocci que, mientras tanto, había cruzado la línea meta como ganador, ofreciendo la primera victoria de Alfa Romeo a nivel internacional. 
Como para confirmar la magia del trébol de cuatro hojas unos meses más tarde, el 1 de septiembre de 1923, llegó el trágico accidente en que perdió la vida Sivocci, en el circuito de Monza durante las pruebas de Gran Premio de Europa. El "P1" del piloto carecía de la hoja de trébol, esta coincidencia despertó considerable sensación entre los pilotos, mecánicos y técnicos de la serpiente. 
Desde la temporada en 1924, las parrillas de los Alfa Romeo de competición están decoradas con un trébol de cuatro hojas y en memoria de Sivocci el cuadrado blanco fue sustituido por un triángulo, como símbolo de ausencia.

## Quadrifoglio, como filial de Alfa Romeo
Tras la salida de Alfa Romeo de las competiciones de Fórmula 1, la firma italiana decidió crear una división interna que llevase a cabo el desarrollo de unidades de calle de Alfa Romeo con prestaciones deportivas. De esta manera y evocando a las viejas glorias de la marca italiana en el automovilismo mundial, fue creada esta división que tomó el nombre de Quadrifoglio, haciendo honor al reconocido logotipo del trébol de cuatro hojas de la buena suerte, que acompañó a los monoplazas lombardos durante sus incursiones en el automovilismo mundial.

## Galería de imágenes

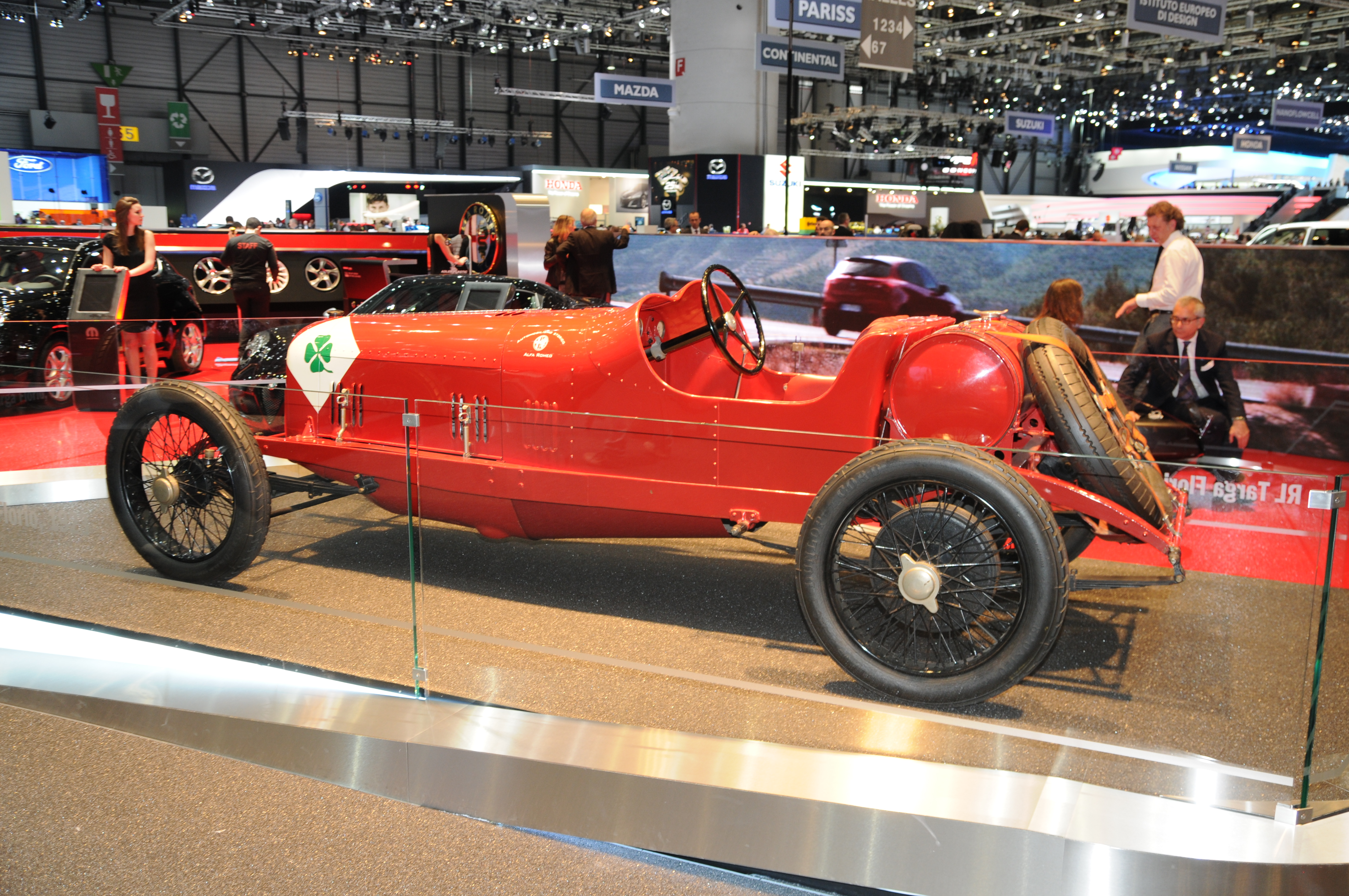
Alfa Romeo P1
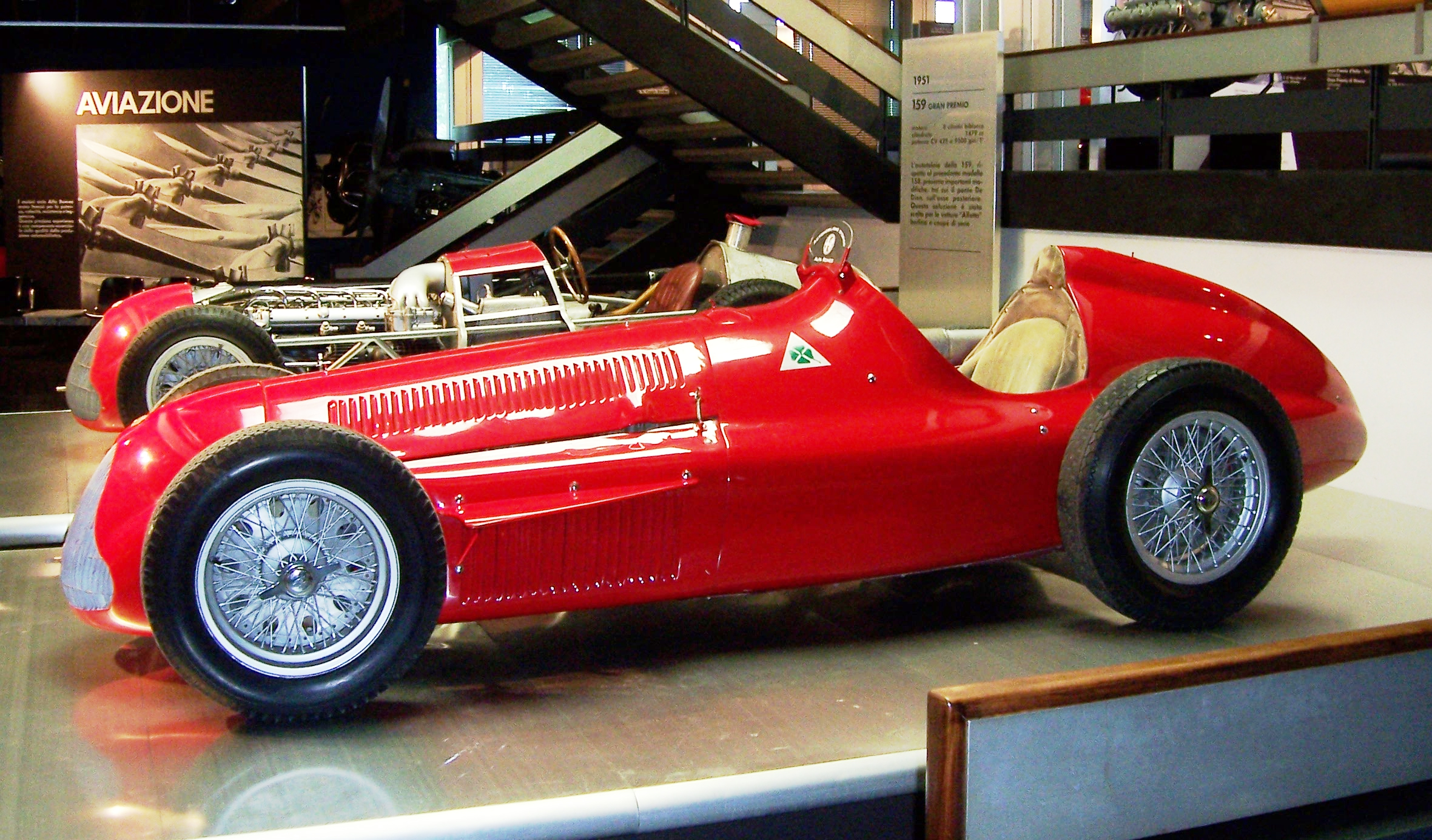
Alfa Romeo Alfetta 159
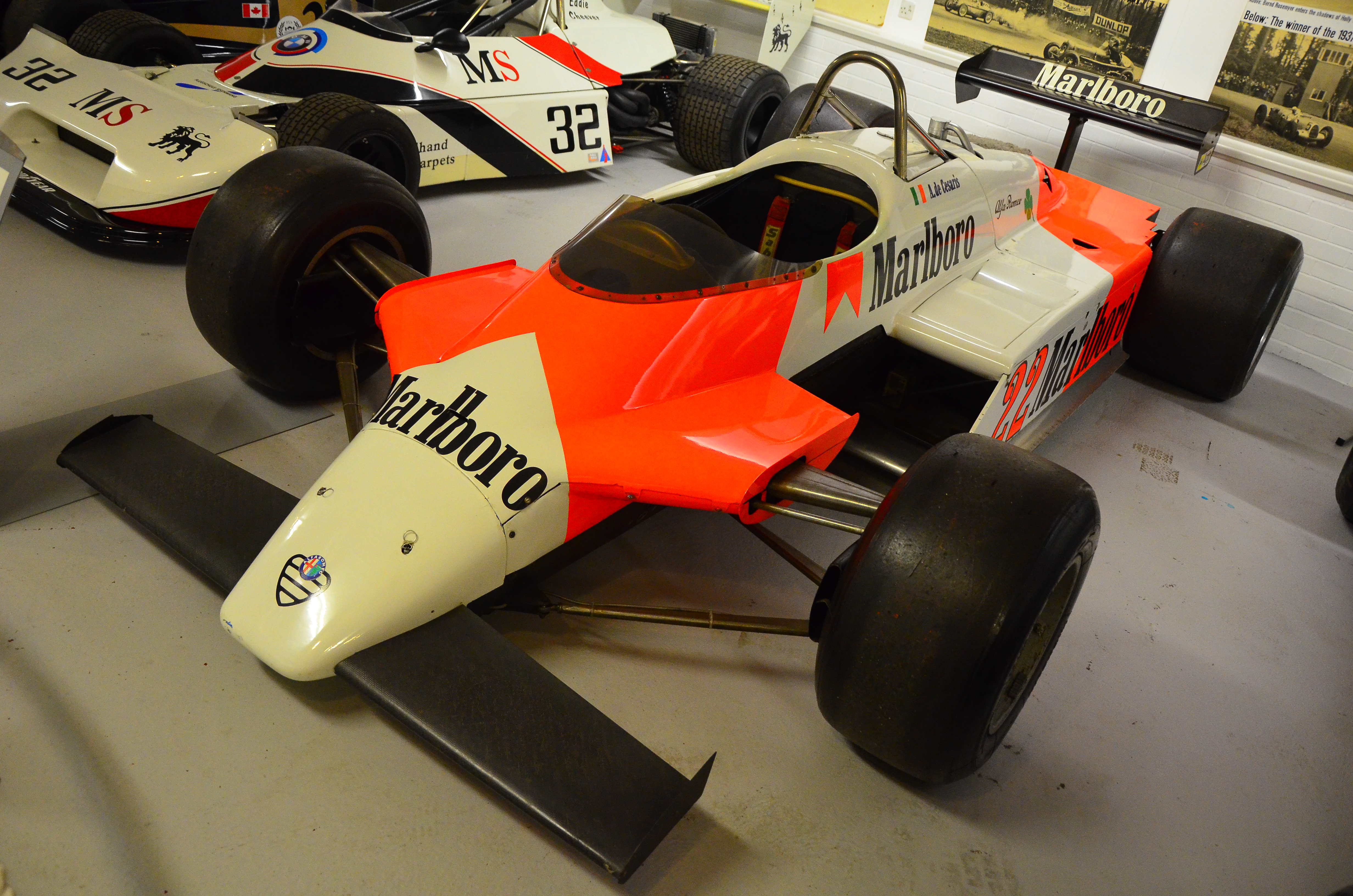
Alfa Romeo 179
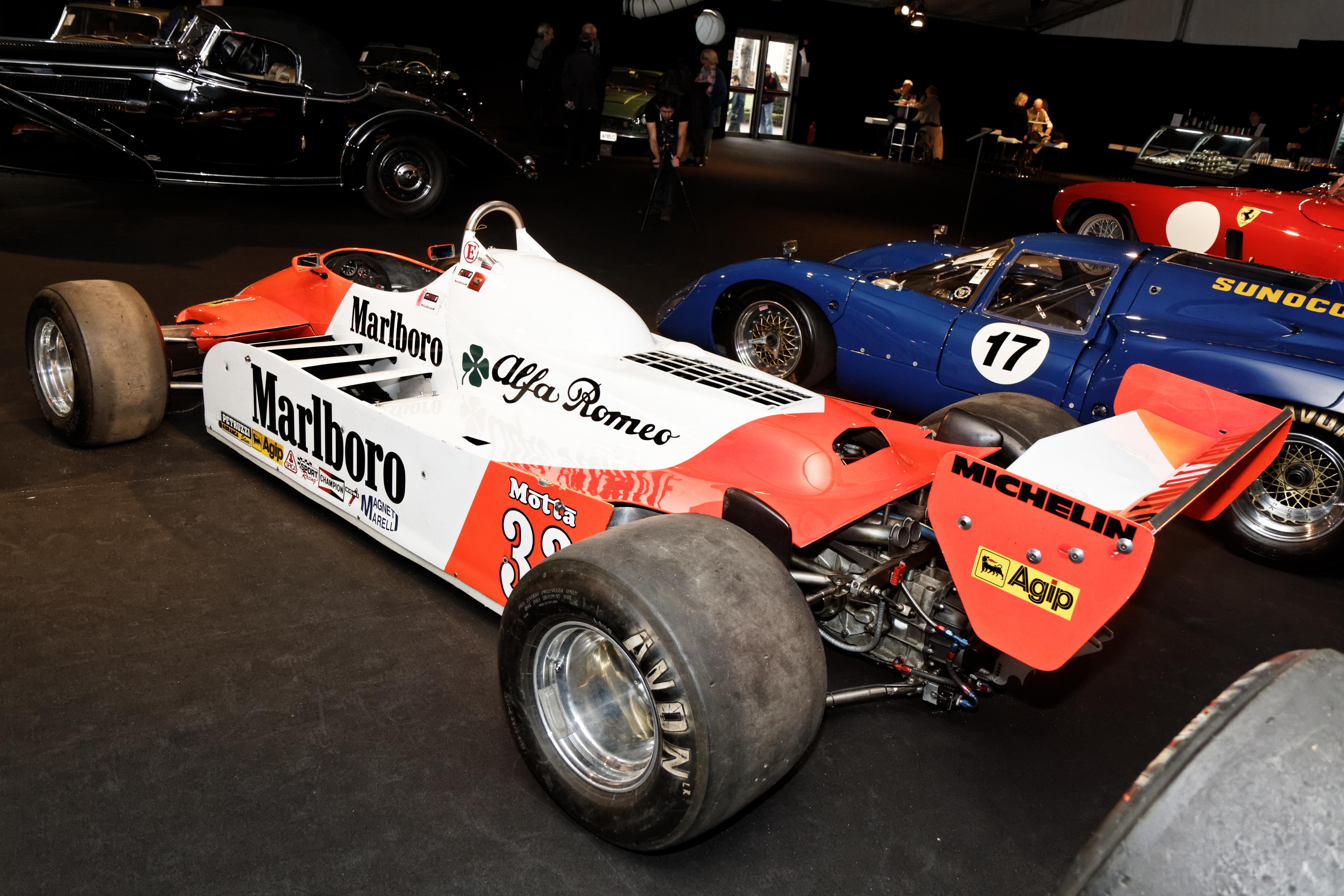
Alfa Romeo 179B

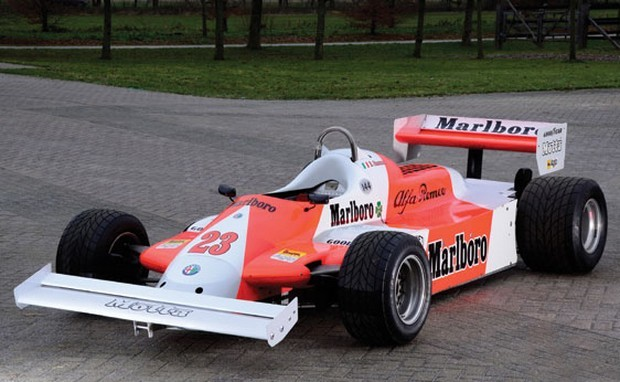
Alfa Romeo 179D
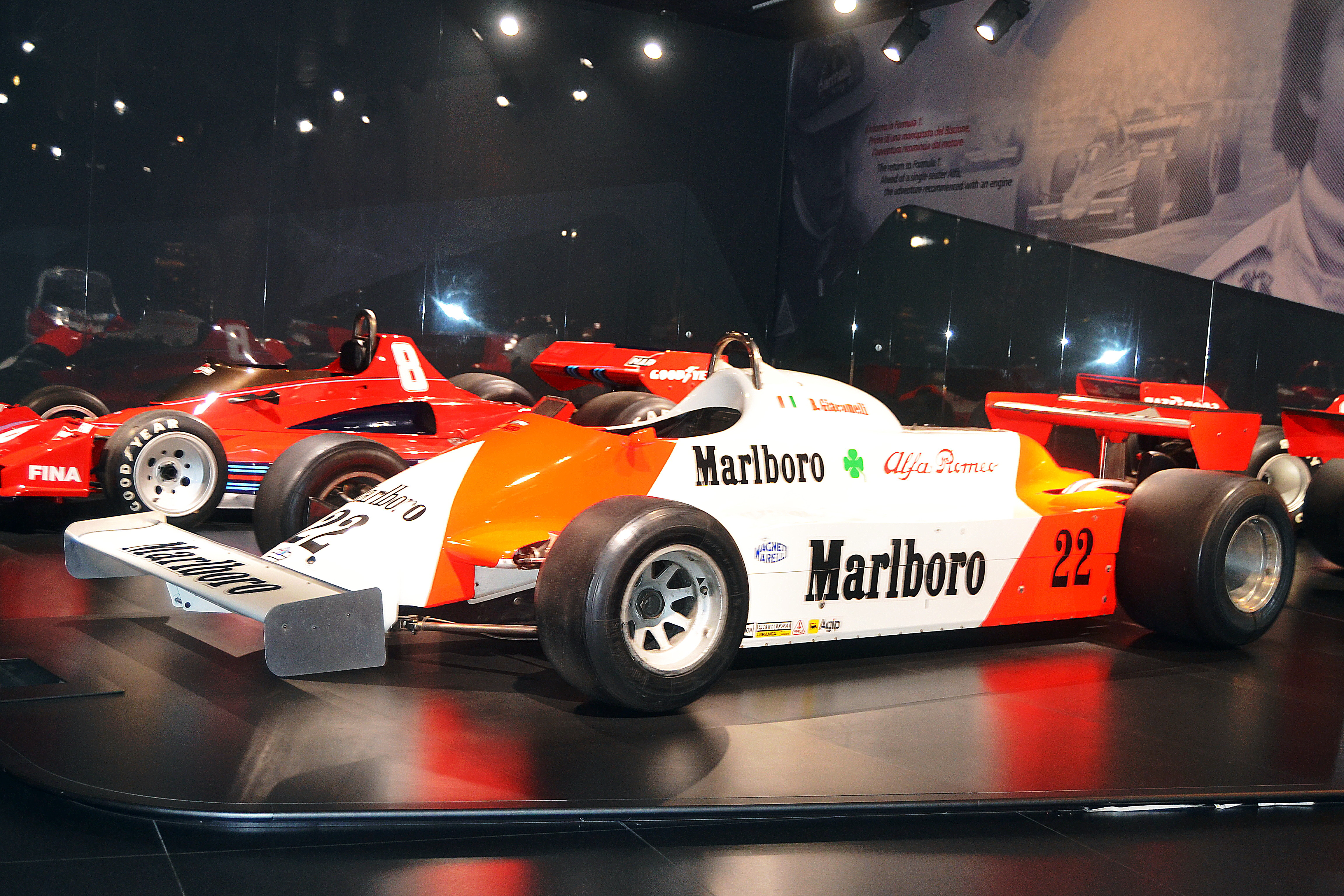
Alfa Romeo 179F
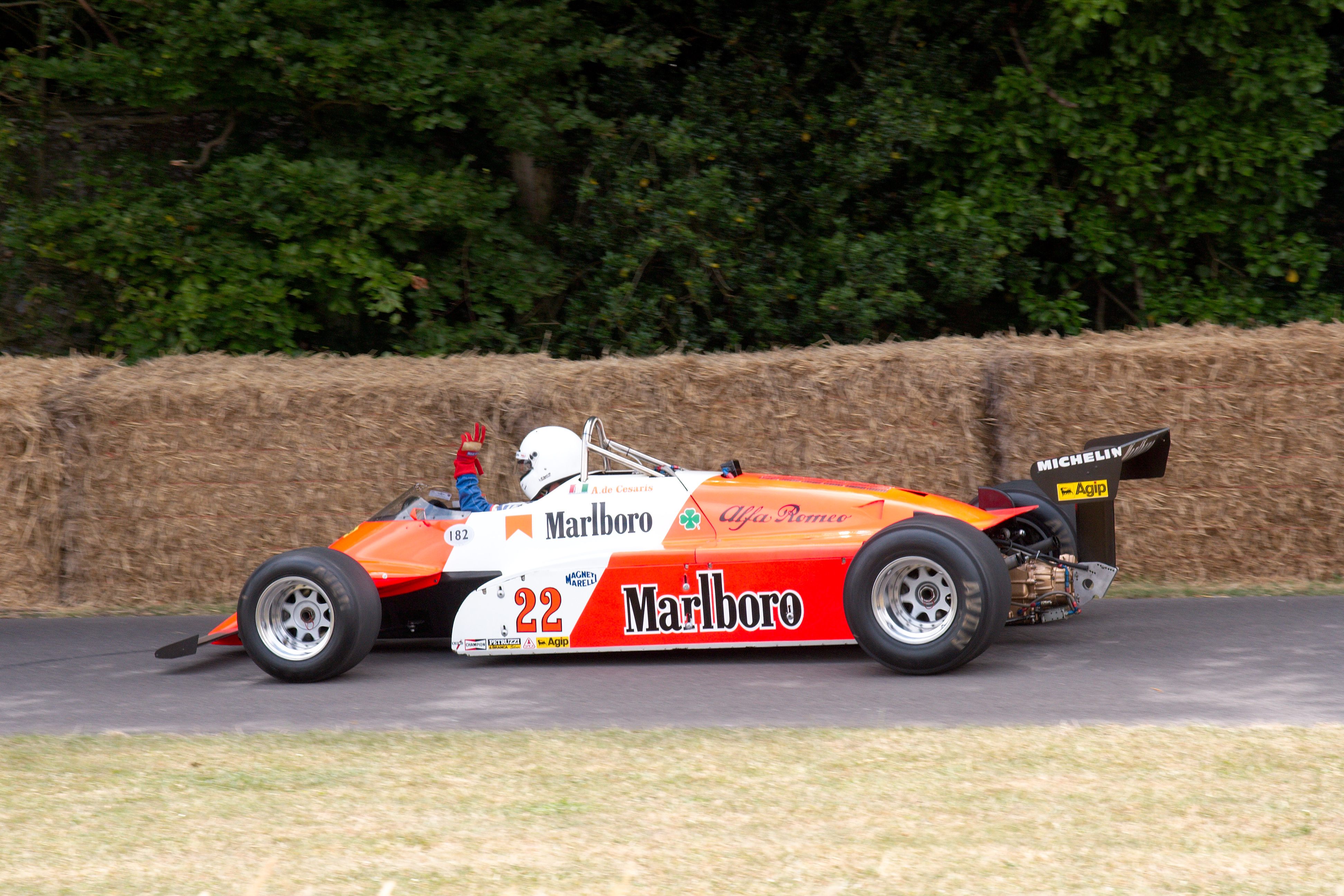
Alfa Romeo 182

### Coches de calle Quadrifoglio

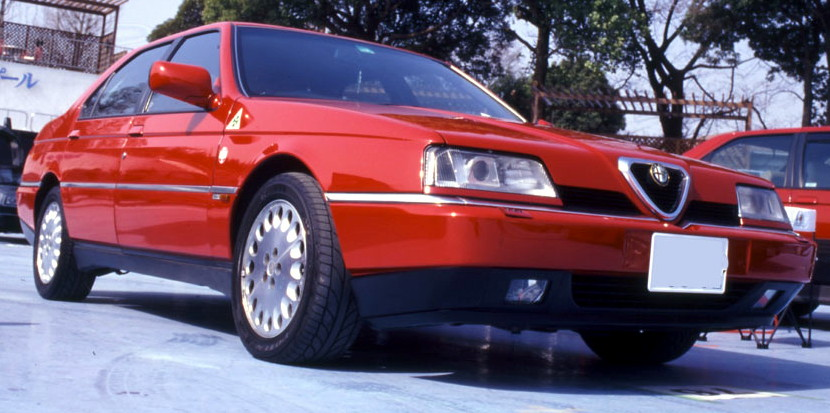
Alfa Romeo 164 1989
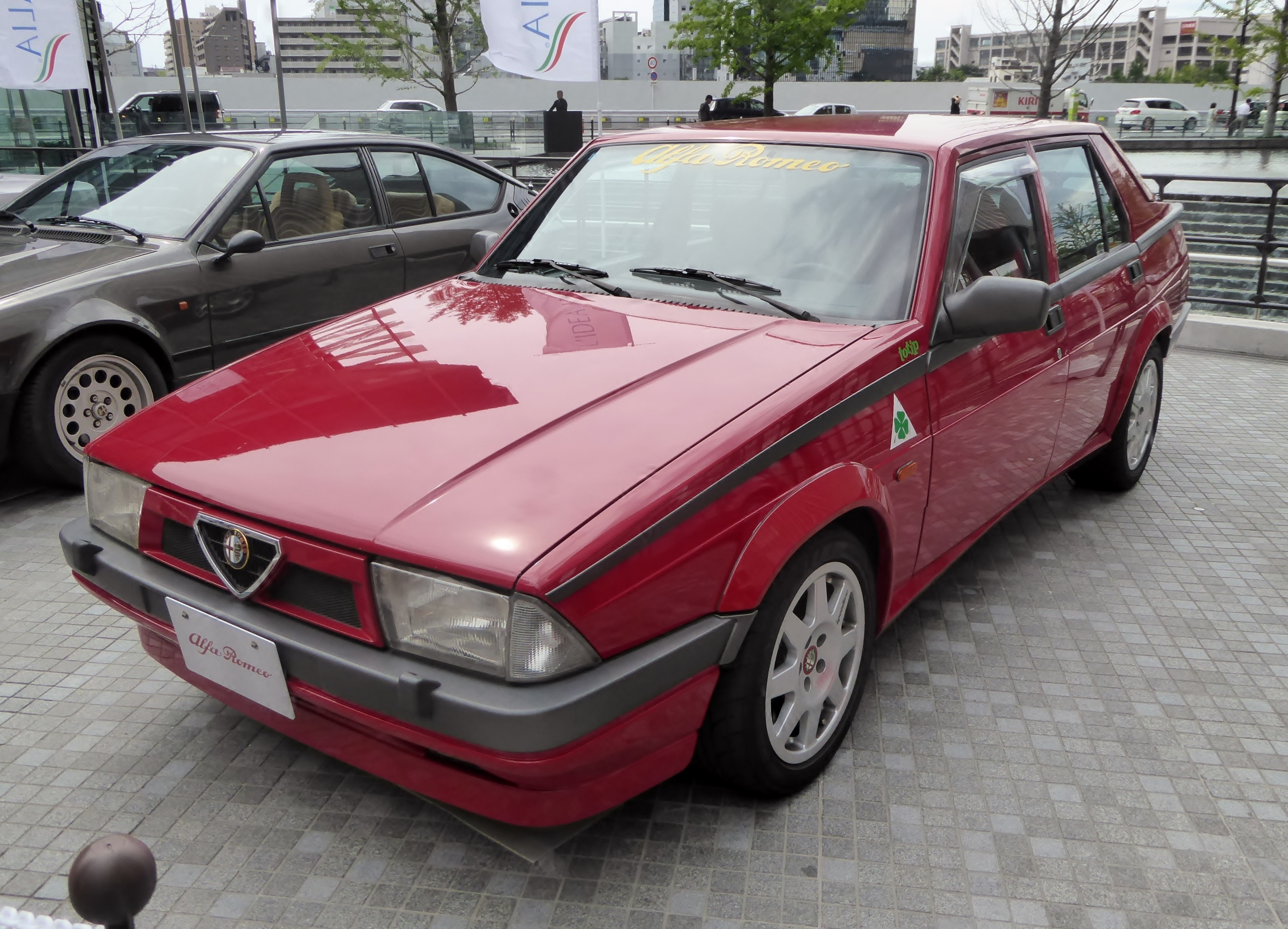
Alfa Romeo 75 1993
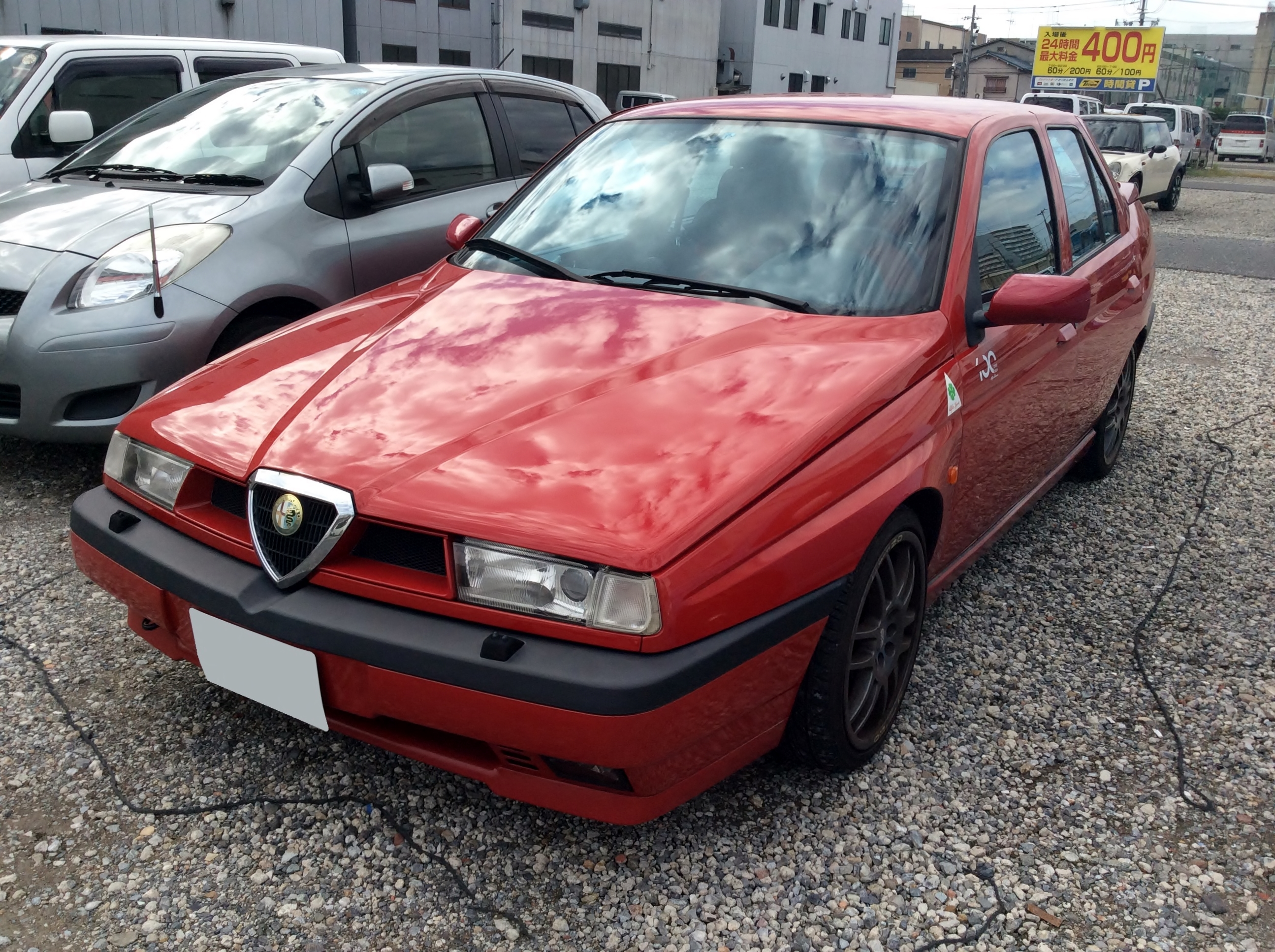
Alfa Romeo 155 1995
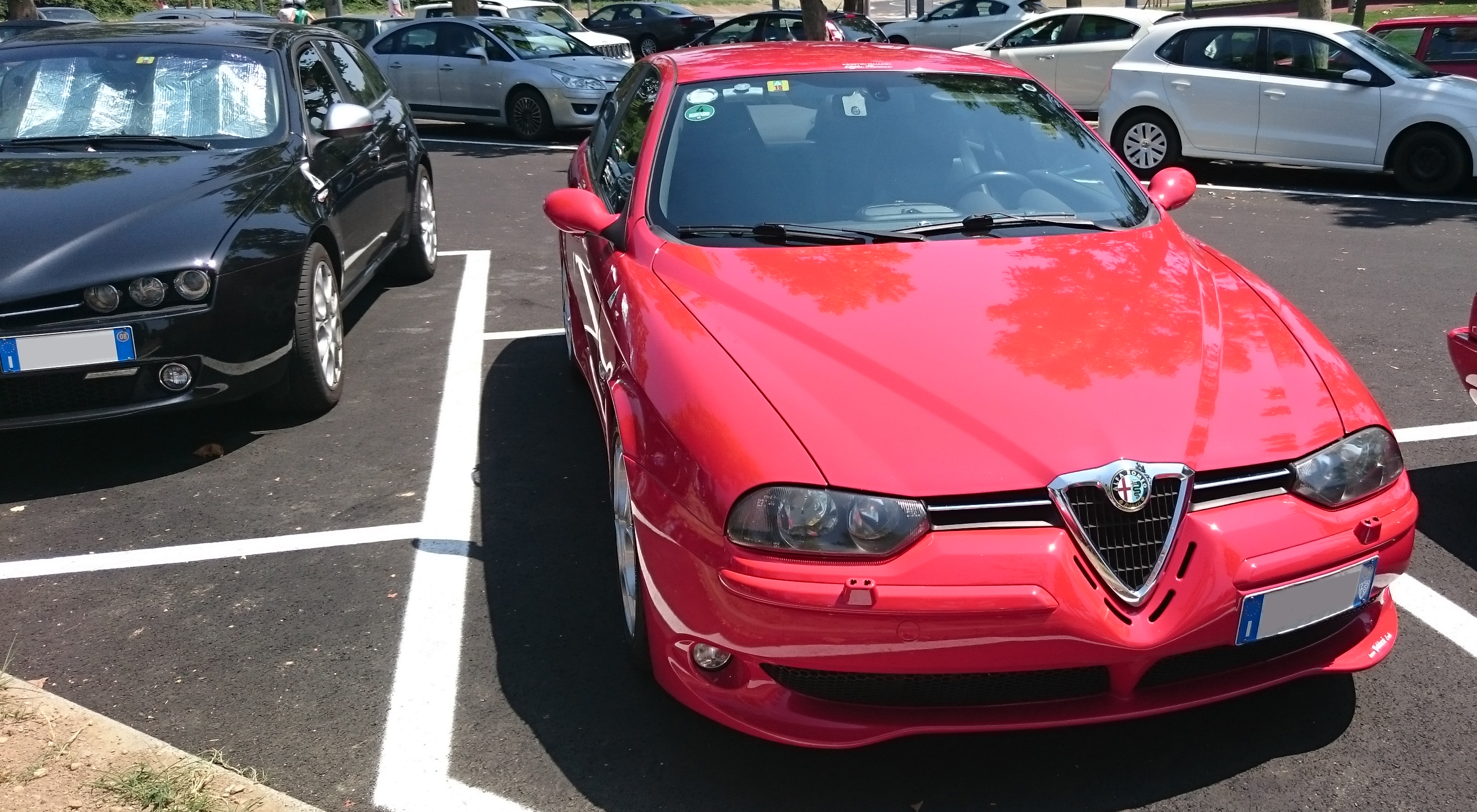
Alfa Romeo 156

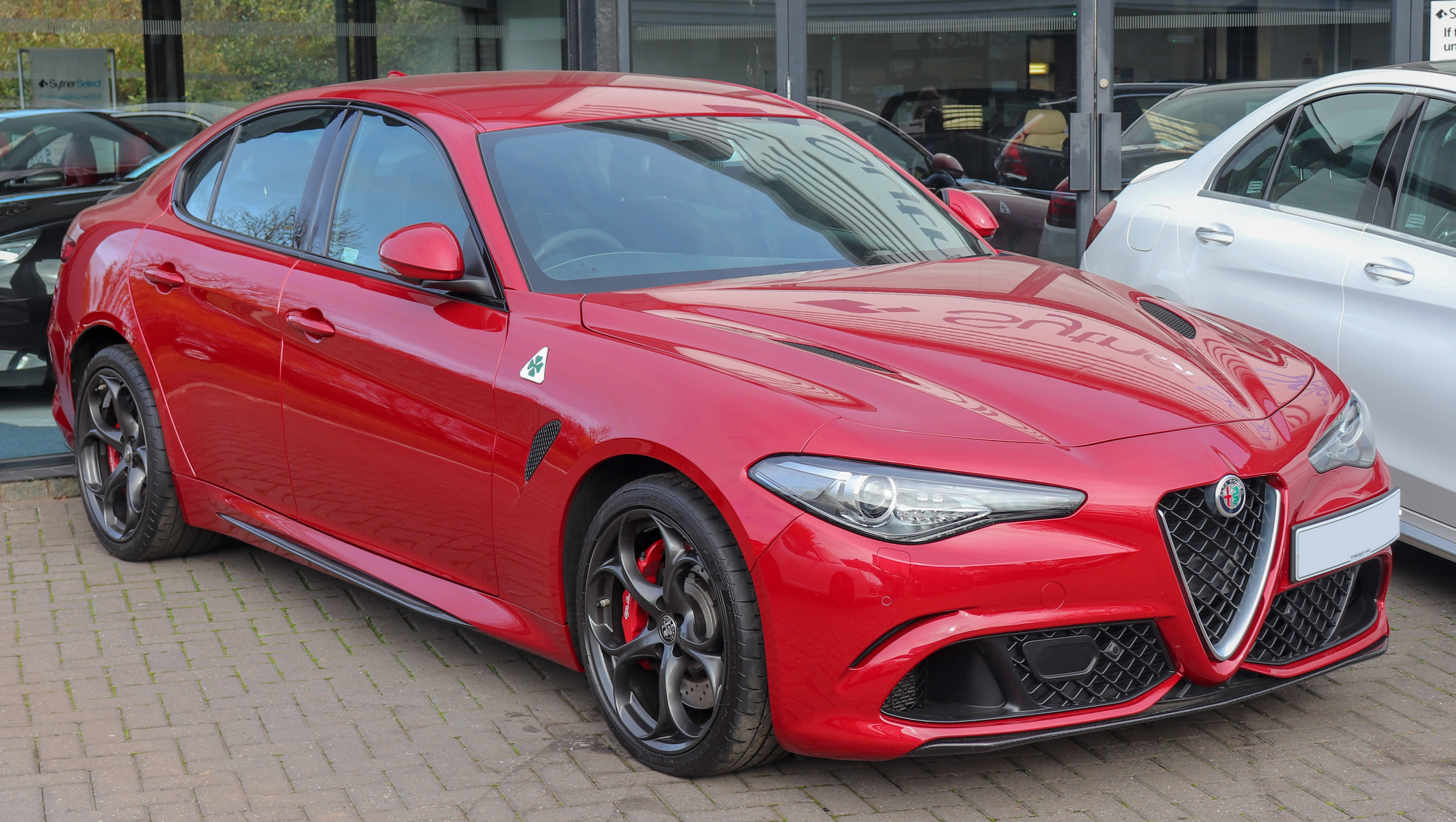
Alfa Romeo Giulia 2017
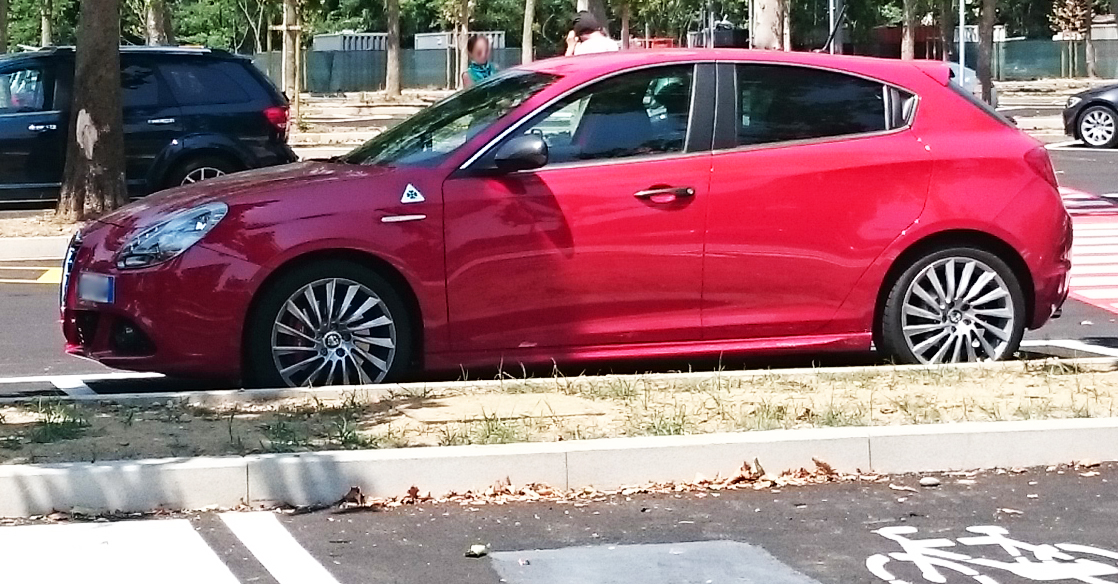
Alfa Romeo Giulietta 2017
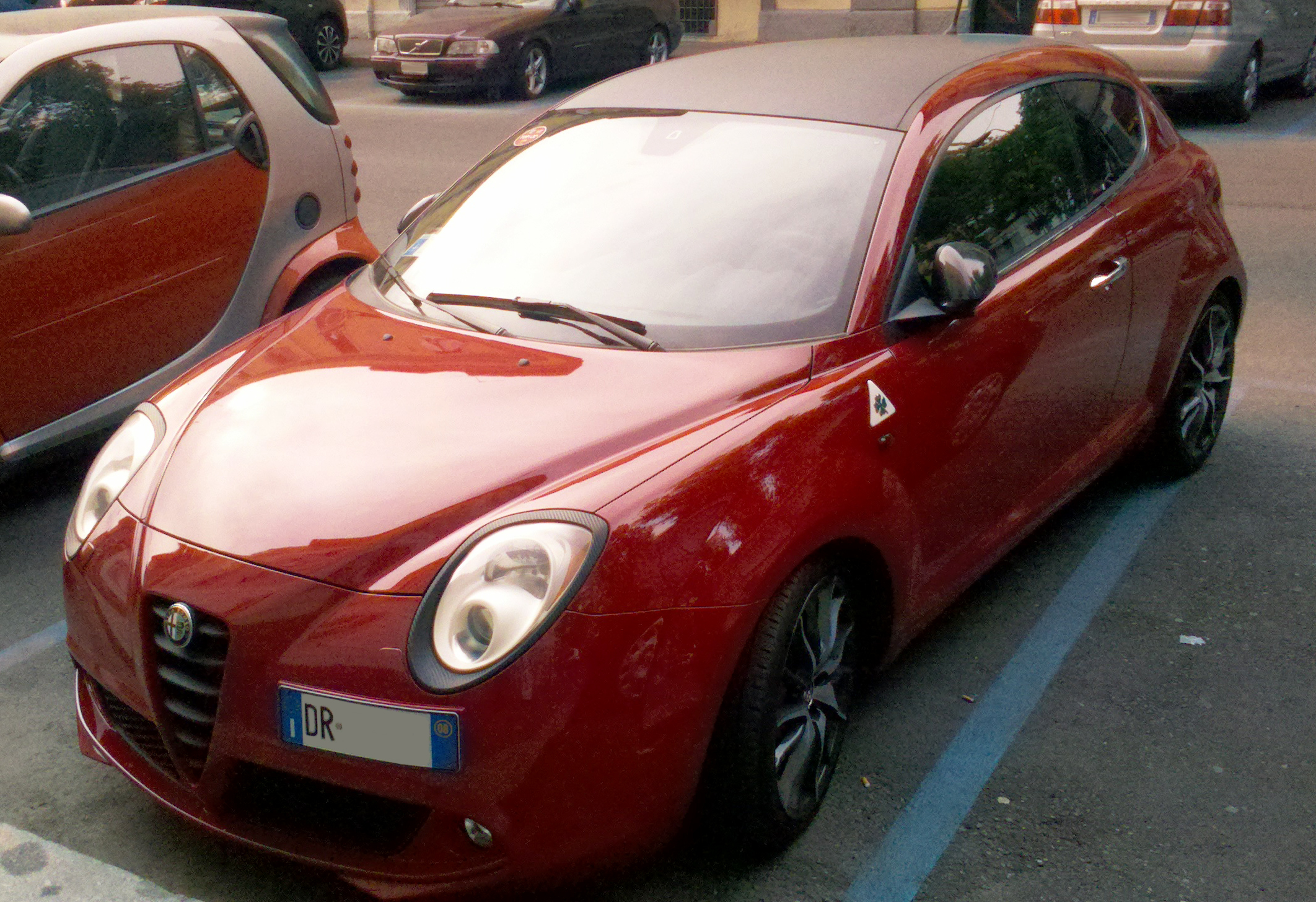
Alfa Romeo MiTo